# 李钢钟
李钢钟（1931年—），女，吉林辽源人，中华人民共和国政治人物，曾任北京市妇女联合会主任，中华全国妇女联合会常务委员。